# Leptopsammia queenslandiae
Espèce
Statut CITES
Leptopsammia queenslandiae est une espèce de coraux appartenant à la famille des Dendrophylliidae.